# Callitomis
Callitomis is een geslacht van vlinders van de familie spinneruilen (Erebidae), uit de onderfamilie Arctiinae.

## Soorten
- C. dimorpha Bytinsky-Salz, 1939
- C. distorta Rothschild, 1910
- C. dohertyi Hampson, 1890
- C. fruhstorferi Hampson, 1898
- C. gigas Rothschild, 1910
- C. leucosoma Butler, 1876
- C. lutosa Holloway, 1976
- C. luzonensis Wileman & West, 1925
- C. mjöbergi Talbot, 1926
- C. multicincta Hampson, 1914
- C. multifasciata Hampson, 1892
- C. phaeososma Hampson, 1914
- C. shirakii Sonan, 1941
- C. syntomoides Butler, 1876
- C. trifascia Holloway, 1976